# Ignazio Cassis
Ignazio Cassis (Sessa, 13 de abril de 1961) é um médico, político suíço e atual Presidente da Confederação Helvética. É filiado ao Partido Liberal Radical da Suíça e foi eleito para o Conselho Federal em 20 de setembro de 2017. Cassis também é chefe do Departamento de Relações Internacionais desde 1 de novembro de 2017.